# フォッケウルフ F19エンテ

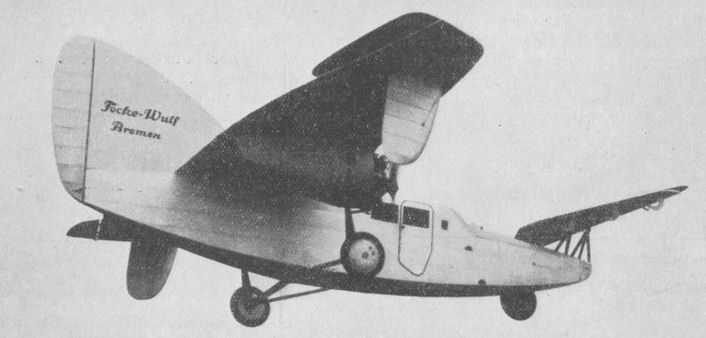
Focke-Wulf F-19 "Ente"

フォッケウルフ F19 エンテはフォッケウルフ社の創立者であるハインリヒ・フォッケの設計したエンテ型（先尾翼型）の航空機である。1927年9月2日に初飛行した。フォッケウルフ社の創立者の一人のテストパイロット、ゲオルク・ヴルフによる1号機の試験飛行中に墜落事故が発生し、彼を死亡させた。

## 概要
ハインリヒ・フォッケは先尾翼機の研究を行っており、1925年から実機の製作を行った。F19は通常の垂直尾翼をもち、肩翼配置の主翼に2基の空冷エンジンを装備し、機首に支柱を立てて水平（尾）翼を設置した。1927年から10数回の試験結果は良好であったが、9月29日の飛行中に墜落し、ウルフは死亡した。事故原因は、エンテ形式によるものでないとされている。その後改良されたF19aが製作され、ヨーロッパ各国でデモ飛行したが、受注を得ることはできなかった。製造されたのは試作機（1号機）F19と改良試作機（2号機）F19aの計2機のみであった。

## スペック
- エンジン： ジーメンスSh-14星型エンジン 110馬力 2基
- 最大速度：142km/h